# Abruzzo DOC
Unter der Bezeichnung Abruzzo DOC werden italienische Weiß- und Rotweine sowie Schaumweine aus der Region Abruzzen vermarktet. Sie besitzen seit 2010 eine „kontrollierte Herkunftsbezeichnung“ (Denominazione di origine controllata – DOC), die zuletzt am 7. März 2014 aktualisiert wurde.

## Anbau
Der Anbau und die Vinifikation der Weine sind nur in folgenden Gemeinden gestattet:
- in der Provinz Chieti: Altino, Archi, Ari, Arielli, Atessa, Bomba, Bucchianico, Canosa Sannita, Carunchio, Casacanditella, Casalanguida, Casalincontrada, Carpineto Sinello, Casalbordino, Casoli, Castel Frentano, Celenza sul Trigno, Chieti, Civitella Messer Raimondo, Crecchio, Cupello, Dogliola, Fara Filiorum Petri, Fara San Martino, Filetto, Fossacesia, Francavilla al Mare, Fresagrandinaria, Frisa, Furci, Gessopalena, Gissi, Giuliano Teatino, Guardiagrele, Guilmi, Lama dei Peligni, Lanciano, Lentella, Liscia, Miglianico, Monteodorisio, Mozzagrogna, Orsogna, Ortona, Paglieta, Palmoli, Palombaro, Pennapiedimonte, Perano, Poggiofiorito, Pollutri, Pretoro, Rapino, Ripa Teatina, Roccamontepiano, Roccascalegna, Rocca San Giovanni, San Buono, Sant’Eusanio del Sangro, San Giovanni Teatino, Santa Maria Imbaro, San Martino sulla Marrucina, San Salvo, San Vito Chietino, Scerni, Tollo, Torino di Sangro, Tornareccio, Torrevecchia Teatina, Treglio, Tufillo, Vasto, Villalfonsina, Villamagna und Vacri
- in der Provinz L’Aquila: Acciano, Anversa degli Abruzzi, Balsorano, Bugnara, Canistro, Capestrano, Castel di Ieri, Castelvecchio Subequo, Civita d’Antino, Civitella Roveto, Corfinio, Fagnano Alto, Fontecchio, Fossa, Gagliano Aterno, Goriano Sicoli, Introdacqua, Molina Aterno, Morino, Ofena, Pacentro, Poggio Picenze, Pratola Peligna, Pettorano sul Gizio, Prezza, Raiano, Rocca Casale, San Demetrio nei Vestini, Sant’Eusanio Forconese, San Vincenzo Valle Roveto, Secinaro, Sulmona, Tione degli Abruzzi, Villa Sant’Angelo, Villa Santa Lucia degli Abruzzi und Vittorito
- in der Provinz Pescara: Abbateggio, Alanno, Bolognano, Brittoli, Bussi sul Tirino, Cappelle sul Tavo, Castiglione a Casauria, Catignano, Cepagatti, Citta Sant’Angelo, Civitella Casanova, Civitaquana, Collecorvino, Corvara, Cugnoli, Elice, Farindola, Lettomanoppello, Loreto Aprutino, Manoppello, Montebello di Bertona, Montesilvano, Moscufo, Nocciano, Penne, Pianella, Pietranico, Picciano, Pescara, Pescosansonesco, Popoli, Rosciano, Salle, San Valentino in Abruzzo Citeriore, Scafa, Serramonacesca, Spoltore, Tocco da Casauria, Torre de’ Passeri, Turrivalignani und Vicoli
- in der Provinz Teramo: Alba Adriatica, Ancarano, Atri, Basciano, Bellante, Bisenti, Campli, Canzano, Castel Castagna, Castellalto, Castiglione Messer Raimondo, Castilenti, Cellino Attanasio, Cermignano, Civitella del Tronto, Colledara, Colonnella, Controguerra, Corropoli, Giulianova, Martinsicuro, Montefino, Montorio al Vomano, Morro d’Oro, Mosciano, Nereto, Notaresco, Penna Sant’Andrea, Pineto, Roseto degli Abruzzi, Sant’Egidio, Sant’Omero, Silvi, Teramo, Torano Nuovo, Tortoreto, Tossicia und in dem Ortsteil Trignano der Gemeinde Isola del Gran Sasso.

Im Jahr 2019 wurden von 260 Hektar Rebfläche 21.779 hl DOC-Wein erzeugt.

## Erzeugung
Abruzzo DOC wird in folgenden Weintypen angeboten:
- Abruzzo Bianco. Muss zu mindestens 50 % aus den Rebsorten Trebbiano abruzzese und/oder Trebbiano Toscano bestehen. Höchstens 50 % andere weiße, nicht-aromatische Rebsorten, die für den Anbau in der Region Abruzzen zugelassen sind, dürfen zugesetzt werden.
- Abruzzo Rosso. Muss zu mindestens 80 % aus der Rebsorte Montepulciano bestehen. Höchstens 20 % andere rote, nicht-aromatische Rebsorten, die für den Anbau in der Region Abruzzen zugelassen sind, dürfen zugesetzt werden.
- Abruzzo Passito Bianco – muss zu mindestens 60 % aus teilrosinierten Trauben der Rebsorten Malvasia, Moscato, Passerina, Pecorino, Riesling, Sauvignon Blanc und/oder Traminer hergestellt werden. Höchstens 40 % andere analoge Rebsorten, die für den Anbau in der Region Abruzzen zugelassen sind, dürfen zugesetzt werden.
- Abruzzo Passito Rosso – muss zu mindestens 60 % aus teilrosinierten Trauben der Rebsorte Montepulciano hergestellt werden. Höchstens 40 % andere analoge Rebsorten, die für den Anbau in der Region Abruzzen zugelassen sind, dürfen zugesetzt werden.
- Abruzzo Spumante Bianco – muss zu mindestens 60 % aus den Rebsorten Chardonnay, Cococciola, Montonico, Passerina, Pecorino und/oder Pinot nero – einzeln oder gemeinsam – hergestellt werden. Höchstens 40 % andere analoge Rebsorten, die für den Anbau in der Region Abruzzen zugelassen sind, dürfen zugesetzt werden.
- Abruzzo Spumante Rosé – muss zu mindestens 60 % aus den Rebsorten Montepulciano und/oder Pinot nero – einzeln oder gemeinsam – hergestellt werden. Höchstens 40 % andere analoge Rebsorten, die für den Anbau in der Region Abruzzen zugelassen sind, dürfen zugesetzt werden.